# Metralindol
Metralindolul este un compus organic derivat de indol care a fost cercetat în Rusia pentru efectul de inhibare reversibilă a enzimei monoamin-oxidaza A, cu potențial antidepresiv. Este similar din punct de vedere structural cu tetrindolul și pirlindolul.